# Gmina Oštra Luka
Gmina Oštra Luka (serb. Општина Оштра Лука / Opština Oštra Luka) – gmina w Bośni i Hercegowinie, w Republice Serbskiej. W 2013 roku liczyła 2705 mieszkańców.